# ナイル・レンジャー
ナイル・レンジャー（Nile Ranger、1991年4月11日 - ）は、イングランド・ロンドンハーリンゲイ区出身のプロサッカー選手。ポジションはFW。

## 経歴

### クラブ
クリスタル・パレスFC、サウサンプトンFCのアカデミーを経て、ニューカッスル・ユナイテッドFCでプロデビュー。2009–10シーズンにはチームの中心選手としてチャンピオンシップ優勝に貢献した。
ニューカッスル退団後はスウィンドン・タウンFC、ブラックプールFCでプレーしたが、どちらのクラブも練習の無断欠席などトラブルにより契約を解除されている。10代の頃から武装強盗に関与するなど警察沙汰が絶えず、2017年には詐欺罪で逮捕・服役した。

### 代表
UEFA U-19欧州選手権2009ではチェコ戦でゴールを挙げ、準優勝に貢献した。

## 所属クラブ
ユース
- クリスタル・パレスFC
- サウサンプトンFC 2007-2008
- ニューカッスル・ユナイテッドFC 2008-2009

プロ
- ニューカッスル・ユナイテッドFC 2009-2013

→バーンズリーFC 2011 (loan)
→シェフィールド・ウェンズデイFC 2012 (loan)
- スウィンドン・タウンFC 2013-2014
- ブラックプールFC 2014-2016
- サウスエンド・ユナイテッドFC 2016-2018
- スポルディング・ユナイテッドFC 2020-2021
- サウスエンド・ユナイテッドFC 2021
- ボレアム・ウッドFC 2021-2022

## 代表歴
- イングランドU-19
  - UEFA U-19欧州選手権2005

## タイトル

### クラブ
ニューカッスル・ユナイテッド
- フットボールリーグ・チャンピオンシップ: 2009–10